# William D. Wittliff
William Dale Wittliff (Taft, Texas, 1940. január 21. – Austin, Texas, 2019. június 9.) amerikai forgatókönyvíró.

## Filmjei
- Thaddeus Rose and Eddie (1978, tv-film, forgatókönyvíró)
- Fekete Villám: A fekete táltos (The Black Stallion) (1979, forgatókönyvíró)
- Country Texasban (Honeysuckle Rose) (1980, forgatókönyvíró)
- Az utolsó telefonhívás (Raggedy Man) (1981, forgatókönyvíró)
- Barbarosa (1982, forgatókönyvíró, producer)
- Farmerek között (Country) (1984, forgatókönyvíró, producer)
- A rőt hajú idegen (Red Headed Stranger) (1986, forgatókönyvíró, producer)
- Texasi krónikák: Lonesome Dove (Lonesome Dove) (1989, tv-film, forgatókönyvíró, producer)
- Ned Blessing: The True Story of My Life (1992, tv-film, forgatókönyvíró, producer)
- Ned Blessing: The Story of My Life and Times (1993, tv-sorozat, forgatókönyvíró, producer, egy epizód)
- Két cowboy New Yorkban (The Cowboy Way) (1994, forgatókönyvíró, producer)
- Szenvedélyek viharában (Legends of the Fall) (1994, forgatókönyvíró, producer)
- Lone Justice 2 (1995, forgatókönyvíró, producer)
- Viharzóna (The Perfect Storm) (2000, forgatókönyvíró)
- A Night in Old Mexico (2013, forgatókönyvíró, producer)